# Municipio de Benton (condado de Andrew)
El municipio de Benton (en inglés: Benton Township) es un municipio ubicado en el condado de Andrew en el estado estadounidense de Misuri. En el año 2010 tenía una población de 1020 habitantes y una densidad poblacional de 7,88 personas por km².

## Geografía
El municipio de Benton se encuentra ubicado en las coordenadas 40°3′54″N 94°49′51″O / 40.06500, -94.83083. Según la Oficina del Censo de los Estados Unidos, el municipio tiene una superficie total de 129.43 km², de la cual 128,49 km² corresponden a tierra firme y (0,73 %) 0,94 km² es agua.

## Demografía
Según el censo de 2010, había 1020 personas residiendo en el municipio de Benton. La densidad de población era de 7,88 hab./km². De los 1020 habitantes, el municipio de Benton estaba compuesto por el 98,73 % blancos, el 0,39 % eran amerindios, el 0,29 % eran asiáticos, el 0,29 % eran de otras razas y el 0,29 % eran de una mezcla de razas. Del total de la población el 0,69 % eran hispanos o latinos de cualquier raza.